# Presidente de Colombia
El presidente de la República de Colombia es el jefe de Estado y de Gobierno, suprema autoridad administrativa de Colombia y comandante en jefe de la Fuerza Pública (Fuerzas Militares y Policía Nacional). Además, ostenta el título de gran maestre de la Orden de Boyacá. El Gobierno Nacional (poder ejecutivo) está conformado, además del presidente, por los ministros del despacho, los directores de departamentos administrativos, y los superintendentes, quienes son funcionarios de libre nombramiento y remoción por parte del presidente.

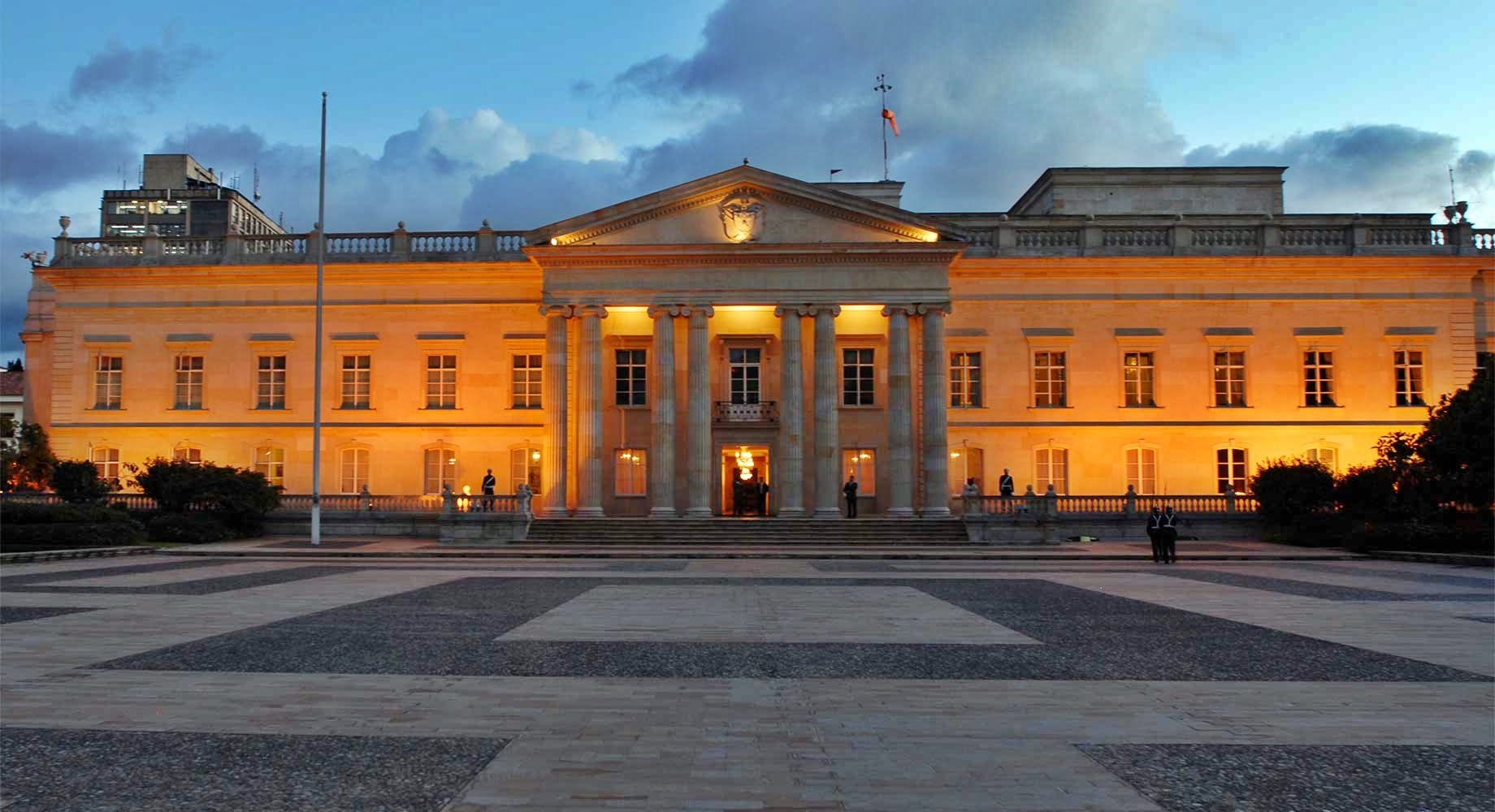
Casa de Nariño, residencia presidencial y sede del poder ejecutivo.

Entre otros poderes y responsabilidades el Artículo 189 de la Constitución política encarga al presidente de dirigir las relaciones internacionales, ser comandante en jefe de las Fuerzas Militares de Colombia, y el conceder indultos por delitos políticos (Artículo 201), entre otras funciones.
De acuerdo con la Constitución, el presidente es elegido mediante sufragio directo por la mitad más uno de los votos. En caso de que ninguno de los candidatos obtenga la mayoría se realizará la segunda vuelta en la que participan los dos candidatos con mayor votación en la primera vuelta, y será declarado presidente quien obtenga mayor número de votos. Junto al presidente se elige el vicepresidente. El periodo de presidencia es de 4 años, y el presidente no es reelegible, aunque existe una cláusula pétrea en la que se establece que esta figura se revivirá sólo si hay referendo por iniciativa popular o una asamblea constituyente. En caso de muerte, dimisión o renuncia de un presidente es el vicepresidente quien asume la presidencia del país.
En Colombia, 61 personas han sido elegidas presidente de la República, mientras que 107 lo han sido por elección o encargo. El primer presidente de la República fue Simón Bolívar y el actual mandatario es Gustavo Petro, quien en las elecciones del 19 de junio de 2022 resultó elegido para el periodo presidencial 2022-2026. En lo que se refiere a la República de Colombia desde 1886, su primer presidente fue José María Campo Serrano y el actual es Gustavo Petro, el cuadragésimo segundo desde entonces (42).

## Evolución del cargo de presidente de Colombia
Desde el grito de independencia del 20 de julio de 1810, Colombia ha tenido confusiones y polémicas sobre el manejo de su figura presidencial. Durante el período de la Patria Boba, la figura del presidente no fue del todo clara. Es claro que cada una de las provincias que conformaron esta primera nación, tuvo su propia constitución e incluso sus propios presidentes. Asimismo, cada uno de estos estados, cuyas peleas por territorio acabaron por hacerlos regirse por un dictador. Mientras se debatían entre federalistas y centralistas, los españoles reconquistaron partes del país, por lo que se acordó un triunfo del centralismo, en cabeza de Antonio Nariño. Entre 1810 y 1816, la actual Colombia fue independiente con el nombre de Provincias Unidas de la Nueva Granada.

### Constitución de 1821

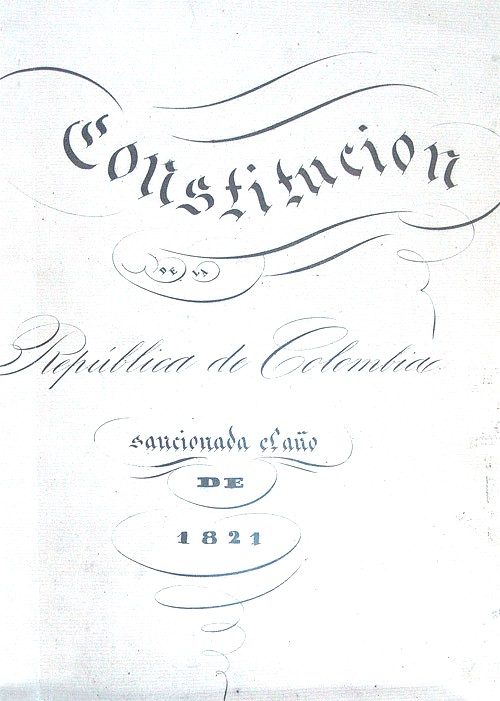
Constitución política de Colombia de 1821

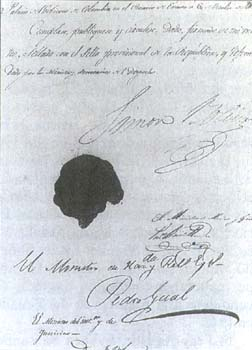
Texto de la Constitución de Cúcuta firmado por Simón Bolívar y sus ministros.

Tras la batalla de Boyacá, el actual territorio de Colombia hizo parte entre 1819 y 1831 de la República de Colombia, hoy conocida como la Gran Colombia para distinguir el ente anterior con la actual república. En 1821, en la ciudad de Cúcuta se reunió una asamblea que sería conocida como el Congreso de Cúcuta que promulgó la Constitución de Cúcuta. Para asumir el cargo de presidente de la República de Colombia la constitución de 1821 estableció los requisitos en su artículo 106.

Artículo 106.- Para ser Presidente se necesita ser ciudadano de Colombia por nacimiento y todas las otras cualidades que para ser senador.

Estas otras cualidades eran ser colombiano mayor de 30 años, haber residido 3 años en el territorio de la República inmediatamente antes de la elección y no excluía a los ausentes del país por su servicio a la patria, o con permiso del Gobierno, a los prisioneros, desterrados o fugitivos del país por su amor o servicios a la causa de la Independencia. Debía ser dueño de una propiedad cuyo costo libre fuera superior a 4000 pesos, de no contar con una propiedad debía tener el usufructo o renta de 500 pesos anuales, o ser profesor de alguna ciencia.
El periodo presidencial era de 4 años con posibilidad de una sola reelección siempre y cuando pasara un periodo. En caso de ausencia total o parcial del presidente un vicepresidente asumiría sus funciones. En este lapso, Francisco de Paula Santander, vicepresidente de la República, ejerció las funciones del presidente Simón Bolívar quien se encontraba realizando la campaña para la independencia de Quito y Perú.
Entre 1831 y 1858 retomó el nombre colonial de Nueva Granada y entre 1858 y 1861 se conoció como la Confederación Granadina. Entre 1861 y 1863, tomó el nombre provisional de Estados Unidos de la Nueva Granada. La nueva república tomó en 1863 el nombre de Colombia, esta vez como Estados Unidos de Colombia hasta 1886, cuando se estableció un estado unitario bajo el nombre de República de Colombia.

## Poderes y deberes
La Constitución de Colombia fija los poderes y deberes del presidente:

### Con el Congreso
- El primer poder conferido al presidente por la Constitución es el poder legislativo de presentar proyectos de ley a través de sus ministros, podrá solicitar trámite de urgencia para cualquier proyecto de ley.[11] Objetar y cumplir el deber de sancionarlos con arreglo a la Constitución. una vez que la ley ha sido aprobada en el Congreso el presidente puede.

- - Sancionarla; el proyecto legislativo se convierte en ley
  - Objetarla y devolverla al Congreso con sus objeciones, a la cámara del cual proviene para segundo debate para esto contara con seis días para devolver cualquier proyecto cuando no conste de más de veinte artículos; de diez días, cuando el proyecto contenga de veintiuno a cincuenta artículos; y hasta de veinte días cuando los artículos sean más de cincuenta, pasado este plazo el presidente deberá sancionar y promulgar la ley. El presidente deberá sancionar sin poder presentar objeciones el proyecto que, reconsiderado, fuere aprobado por la mitad más uno de los miembros de una y otra Cámara. Exceptuando el caso en que el proyecto fuere objetado por inconstitucional.

- Convocar el congreso a sesiones extraordinarias.

- Presentar el plan nacional de desarrollo y de inversiones pública.

- Enviar a la Cámara de Representantes el proyecto de presupuesto de rentas y gastos.

- Rendir a las cámaras los informes que estas soliciten sobre negocios que no demanden reserva.

- Prestar eficaz apoyo a las cámaras cuando ellas lo soliciten poniendo a su disposición la fuerza pública, si fuere necesario.

- Inaugurar las sesiones del congreso de la república el 20 de julio.

### Ejecutivos

#### Guerra y Relaciones exteriores
Uno de los más importantes poderes presidenciales es su posición al frente de las Fuerzas militares de Colombia como su comandante en jefe. El presidente comanda y dirige a sus ejércitos y es responsable de planear la estrategia militar. Es facultad del presidente promover los ascensos de los grados en las fuerzas militares, desde oficiales generales y oficiales de insignia de la fuerza pública, hasta el más alto grado se necesita el permiso del Senado.
El presidente podrá declarar la Guerra Exterior con la firma de todos los ministros del despacho. Mediante tal declaración, el gobierno tendrá las facultades estrictamente necesarias para repeler la agresión, defender la soberanía nacional, atender los requerimientos de la guerra, y procurar el restablecimiento de la normalidad. Esta declaración solo será válida una vez el Senado haya autorizado la declaratoria de guerra, excepto cuando a juicio del presidente fuera necesario repeler la agresión. El presidente deberá presentar al Congreso periódicamente sobre los decretos que haya dictado y la evolución de los acontecimientos, los decretos con fuerza de ley del presidente suspenden las leyes incompatibles con el estado de guerra, rigen durante el tiempo que ellos mismos señalen y dejarán de tener vigencia tan pronto se declare restablecida la normalidad.
Junto con las fuerzas militares, el presidente también está al frente de las relaciones exteriores a través del ministerio de Relaciones Exteriores, el presidente es responsable de la protección de los colombianos en el extranjero y de los ciudadanos extranjeros en Colombia. El presidente decide el nombramiento de Embajadores, recibimiento de los embajadores de otros países, cuando hay que reconocer nuevas naciones y nuevos gobiernos y negocia tratados con otras naciones, que se hacen vigentes en Colombia cuando son aprobados por el congreso.

#### Administrativos
El presidente está a la cabeza del poder ejecutivo del gobierno. Al presidente le corresponde el nombramiento de varios miembros del poder ejecutivo. Embajadores, miembros del Gabinete y jefes de departamento administrativo, son todos designados por el presidente a su libre discreción. Además podrá crear, fusionar o suprimir, conforme a la ley, los empleos que demande la administración central, señalar sus funciones especiales y fijar sus dotaciones y emolumentos, suprimir o fusionar entidades u organismos administrativos nacionales de conformidad con la ley, modificar la estructura de los ministerios, departamentos administrativos y demás entidades u organismos administrativos nacionales, con sujeción a los principios y reglas generales que defina la ley.
El presidente está encargado de la conservación en todo el territorio el orden público y restablecerlo donde fuere turbado, para esta función y en caso de que este se viera turbado gravemente y que atente de manera inminente contra la estabilidad institucional, la seguridad del Estado, o la convivencia ciudadana, y que no pueda ser conjurada mediante el uso de las atribuciones ordinarias de las autoridades de Policía, el presidente, con la firma de todos los ministros, podrá declarar el Estado de Conmoción Interior, en todo el país o en las zonas donde se vea alterado. Este tendrá una duración de hasta 90 días, prorrogable hasta por dos períodos iguales, el segundo de los cuales requiere concepto previo y favorable del senado de la república. Mediante tal declaración, el Gobierno tendrá las facultades estrictamente necesarias para conjurar las causas de la perturbación e impedir la extensión de sus efectos. Los decretos legislativos que dicte el gobierno podrán suspender las leyes incompatibles con el Estado de Conmoción y dejarán de regir tan pronto como se declare restablecido el orden público.

#### Planes de Desarrollo
El Plan Nacional de Desarrollo es la base de las políticas gubernamentales de los presidentes de Colombia. El proceso electoral colombiano intenta ligar las propuesta de campaña de los aspirantes a la presidencia de la República con su gestión durante los cuatro años de gobierno. Para ello la Constitución y la Ley han ordenado la práctica de la planeación en Colombia. En tal sentido, la base del Plan, del presidente electo, son las propuestas de campaña presentadas ante la Registraduría Nacional del Estado Civil en el momento de su inscripción como candidato, conocidas como el programa de gobierno. Adicionalmente, dicho marco legal también vincula la participación de diversos sectores de la Sociedad Civil por medio del Consejo Nacional de Planeación para la elaboración del mismo. De esta manera el Plan Nacional de Desarrollo es el instrumento legal por medio del cual se dan a conocer los objetivos de gobierno del presidente de Colombia y su gestión, y además, permite evaluar sus resultados.

#### Poderes jurídicos
El presidente tiene la facultad de proponer la terna para la elección del fiscal, que será elegido por la Corte Suprema, tres candidatos para la Corte Constitucional que serán elegidos por el Senado y en cabeza del gobierno ternas de candidatos para el Consejo Superior de la Judicatura, quienes deberán ser elegidos por el Congreso en pleno. También en cabeza del gobierno y de acuerdo a la ley puede conceder indultos para delitos políticos.

## Proceso de elección

### Elegibilidad

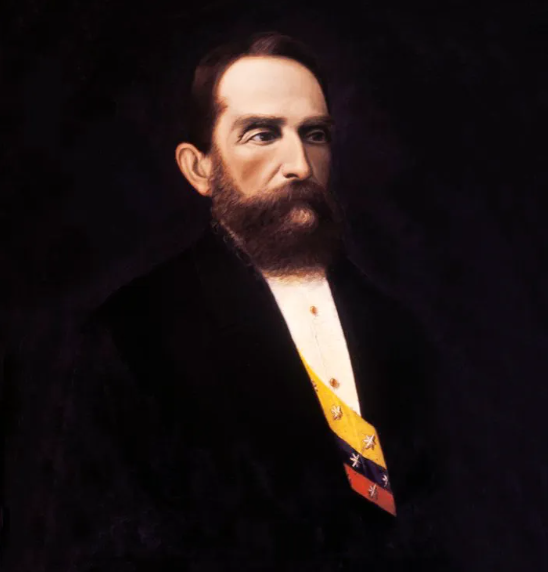
Rafael Núñez, presidente en 4 periodos diferentes.

El artículo 191 de la Constitución marca los requisitos necesarios para tener la consideración de elegible como presidente. Un candidato presidencial debe:
- Ser colombiano por nacimiento
- Ser ciudadano en ejercicio
- Ser mayor de treinta años

Adicionalmente, de acuerdo con el artículo 197 del Constitución Política Colombiana, no puede ser elegido presidente quien ya haya sido elegido o haya ejercido la presidencia por al menos tres meses y quien:
- Haya sido condenado en cualquier época por sentencia judicial, a pena privativa de la libertad, excepto por delitos políticos o culposos.
- Quienes hayan perdido la investidura de congresista.
- Quienes tengan doble nacionalidad, exceptuando los colombianos por nacimiento.
- Quien un año antes de la elección haya ostentado investidura de vicepresidente o haya ejercido cualquiera de los siguientes cargos: ministro, director de Departamento Administrativo, magistrado de la Corte Suprema de Justicia, de la Corte Constitucional, del Consejo de Estado, Comisión Nacional de Disciplina Judicial o del Consejo Nacional Electoral, procurador general de la Nación, defensor del Pueblo, contralor general de la República, fiscal general de la Nación, registrador nacional del Estado Civil, comandantes de las Fuerzas Militares, auditor general de la República, director general de la Policía, gobernador de departamento o alcalde.

Respecto de la nacionalidad, cabe aclarar que solo los nacionales por nacimiento pueden ejercer la presidencia; este derecho no cubre a los colombianos por adopción.
Conforme al acto legislativo número 2 del 2015 con el cual se reformó el artículo 197 de la constitución, nadie puede ser reelegido como presidente de la república si ya ocupó el cargo en el pasado. Esto se hace con el fin de evitar que los mandatarios se adueñen del cargo y pueda darse lugar a un abuso del poder.
La constitución contempla unas inhabilidades para las personas que quieran ejercer el cargo: no podrá ser elegido presidente de la República el ciudadano que un año antes de la elección haya ejercido cualquiera de los siguientes cargos: ministro, director de Departamento Administrativo, magistrado de la Corte Suprema de Justicia, magistrado de la Corte Constitucional, magistrado del Consejo de Estado, magistrado del Consejo Superior de la Judicatura, magistrado del Consejo Nacional Electoral, procurador general de la Nación, defensor del Pueblo, contralor general de la República, fiscal general de la Nación, registrador nacional del Estado Civil, comandantes de las Fuerzas Militares, director general de la Policía, gobernador de Departamento o alcaldes.

### Designación de candidatos y campaña
La campaña para las elección presidencial en Colombia comienza con la postulación de varios candidatos a las consultas internas de los partidos políticos quienes son llamados precandidatos cuando estas consultas se realizan. Los candidatos ganadores se enfrentan en las elecciones presidenciales, estos candidatos eligen a su candidato a la vicepresidencia Los candidatos participan en debates televisados a escala nacional, Los nominados de cada partido hacen campaña a lo largo de todo el país para explicar sus programas electorales, convencer a los votantes.

### Elección
En Colombia el presidente es elegido mediante sufragio directo por el 50% de los votos más uno, en el caso de que ninguno de los candidatos obtenga esta cifra se procederá a una segunda vuelta en la que solo participarán los 2 candidatos con mayor votación, el ganador será el que obtenga la mayoría de los votos. Desde la aplicación de esta figura por la constitución de 1991 seis elecciones presidenciales han tenido una segunda vuelta electoral, las elecciones de 1994, en las que Ernesto Samper derrotó a Andrés Pastrana, las de 1998, donde Andrés Pastrana derrotó a Horacio Serpa Uribe, las de 2010 y 2014, en las que Juan Manuel Santos derrotó a Antanas Mockus y Óscar Iván Zuluaga, respectivamente, las de 2018, en la cual Iván Duque Márquez derrotó a Gustavo Petro, y las de 2022 en la cual Gustavo Petro derrotó a Rodolfo Hernández; mientras que dos se han definido en primera vuelta, las de 2002 y 2006 ambas ganadas por Álvaro Uribe Vélez.

## Ceremonia de transmisión de mando presidencial
Aunque ninguna norma jurídica señala una fecha específica, desde 1886 el mandato presidencial comienza el 7 de agosto del año de la elección. Esta fecha marca el principio del período de cuatro años tanto del presidente como del vicepresidente. Antes de poder ejercer las funciones, debe realizar un acto de toma de posesión del cargo. 
La ceremonia de transmisión de mando presidencial es un acto que se realiza en una sesión conjunta del Congreso de la República, en algunas ocasiones en el Capitolio dentro del Salón Elíptico (sede de la Cámara de Representantes) o en la Plaza de Bolívar y por lo general tiene varios puntos básicos.
Según el protocolo el presidente electo sale del Palacio de San Carlos (sede de la Cancillería) y se dirige hasta el Capitolio Nacional; el presidente saliente usualmente no asiste a la ceremonia. Una vez iniciada la ceremonia suena el Himno Nacional, inmediatamente se procede con la toma del juramento al presidente electo, realizada por el presidente del Senado de la República; de acuerdo con la Constitución el juramento presidencial obedece a la siguiente fórmula:

Artículo 192. Juro a Dios y prometo al pueblo cumplir fielmente la Constitución y las leyes de Colombia
Constitución Política de Colombia Título VII de la rama ejecutiva capítulo 1. Del Presidente de la República.

Una vez juramentado el nuevo presidente, el presidente del senado procede a imponerle la banda presidencial, después viene la toma de juramento al vicepresidente, las palabras del presidente del Congreso, Palabras del nuevo presidente, lectura del acta de la sesión del Congreso. Posteriormente el recién posesionado presidente se dirige a la Casa de Nariño, donde es recibido por el presidente saliente quien le hace entrega protocolaria de la residencia. Después de esto se realiza una ceremonia con los invitados conocida como Besamanos, finalmente se lleva a cabo la ceremonia de posesión de los nuevos ministros.
Si por cualquier motivo el presidente de la república no pudiere tomar posesión ante el congreso, lo hará ante la Corte Suprema de Justicia o, en defecto de esta, ante dos testigos.

## Permanencia y límite de mandatos
La duración del mandato del presidente y del vicepresidente de Colombia es de cuatro años, sin derecho a reelección. Anteriormente ha habido diferentes duraciones, por ejemplo en la Constitución de los Estados Unidos de Colombia, el periodo presidencial era de 2 años sin reelección inmediata. En la constitución de 1886, el presidente de la república tenía un periodo de 6 años. En 1905, el presidente Rafael Reyes reformó la constitución para que el periodo presidencial durara 10 años, siempre y cuando él fuera presidente, de lo contrario sería de 4 años. Con la reforma constitucional de 1910, el periodo presidencial pasó a ser de 4 años con la posibilidad de una reelección no consecutiva; solo Alfonso López Pumarejo fue elegido para 2 periodos 1934-1938 y 1942-1946, pero este segundo mandato no lo terminó, siendo reemplazado por Alberto Lleras Camargo; además, Lleras fue elegido para el periodo (1958-1962). El presidente Alfonso López Michelsen también intentó obtener un segundo mandato pero fue derrotado en las elecciones de 1982 por Belisario Betancur. En la Constitución de 1991 se prohibió la reelección presidencial. En 2004, fue nuevamente permitida la reelección inmediata por un único periodo; así Álvaro Uribe (2002-2006 y 2006-2010) y Juan Manuel Santos (2010-2014 y 2014-2018) ocuparon la presidencia por dos periodos consecutivos. En 2015, con la reforma de equilibrio de poderes, la reelección presidencial fue nuevamente prohibida y se determinó que solamente podría levantarse tal prohibición por medio de una asamblea constituyente o referéndum.

## Funciones
Corresponde al presidente de la República como jefe de Estado, jefe de Gobierno y suprema autoridad administrativa:
1. Nombrar y separar libremente a los ministros del despacho y a los directores de departamentos administrativos.
2. Dirigir las relaciones internacionales. Nombrar a los agentes diplomáticos y consulares, recibir a los agentes respectivos y celebrar con otros estados y entidades de derecho internacional tratados o convenios que se someterán a la aprobación del Congreso.
3. Dirigir la fuerza pública y disponer de ella como comandante supremo de las Fuerzas Armadas de la República.
4. Conservar en todo el territorio el orden público y restablecerlo donde fuere turbado.
5. Dirigir las operaciones de guerra cuando lo estime conveniente.
6. Proveer a la seguridad exterior de la República, defendiendo la independencia y la honra de la Nación y la inviolabilidad del territorio; declarar la guerra con permiso del Senado, o hacerla sin la autorización para repeler una agresión extranjera; y convenir y ratificar los tratados de paz, de todo lo cual dará cuenta inmediata al Congreso.
7. Permitir, en receso del Senado, previo dictamen del Consejo de Estado, el tránsito de tropas extranjeras por el territorio de la República.
8. Instalar y clausurar las sesiones del Congreso en cada legislatura.
9. Sancionar las leyes.
10. Promulgar las leyes, obedecerlas y velar por su estricto cumplimiento.
11. Ejercer la potestad reglamentaria, mediante la expedición de los decretos, resoluciones y órdenes necesarios para la cumplida ejecución de las leyes.
12. Presentar un informe al Congreso, al iniciarse cada legislatura, sobre los actos de la Administración, sobre la ejecución de los planes y programas de desarrollo económico y social, y sobre los proyectos que el Gobierno se proponga adelantar durante la vigencia de la nueva legislatura.
13. Nombrar a los presidentes, directores o gerentes de los establecimientos públicos nacionales y a las personas que deban desempeñar empleos nacionales cuya provisión no sea por concurso o no corresponda a otros funcionarios o corporaciones, según la Constitución o la ley. En todo caso, el Gobierno tiene la facultad de nombrar y remover libremente a sus agentes.
14. Crear, fusionar o suprimir, conforme a la ley, los empleos que demande la administración central, señalar sus funciones especiales y fijar sus dotaciones y emolumentos. El Gobierno no podrá crear, con cargo al Tesoro, obligaciones que excedan el monto global fijado para el respectivo servicio en la ley de apropiaciones iniciales.
15. Suprimir o fusionar entidades u organismos administrativos nacionales de conformidad con la ley.
16. Modificar la estructura de los Ministerios, Departamentos Administrativos y demás entidades u organismos administrativos nacionales, con sujeción a los principios y reglas generales que defina la ley.
17. Distribuir los negocios según su naturaleza, entre Ministerios, Departamentos Administrativos y Establecimientos Públicos.
18. Conceder permiso a los empleados públicos nacionales que lo soliciten, para aceptar, con carácter temporal, cargos o mercedes de gobiernos extranjeros.
19. Conferir grados a los miembros de la fuerza pública y someter para aprobación del Senado los que correspondan de acuerdo con el artículo 173 de la Constitución.
20. Velar por la estricta recaudación y administración de las rentas y caudales públicos y decretar su inversión de acuerdo con las leyes.
21. Ejercer la inspección y vigilancia de la esperanza conforme a la ley.
22. Ejercer la inspección y vigilancia de la prestación de los servicios públicos.
23. Celebrar los contratos que le correspondan con sujeción a la Constitución y la ley.
24. Ejercer, de acuerdo con la ley, la inspección, vigilancia y control sobre las personas que realicen actividades financieras, bursátil, aseguradora y cualquier otra relacionada con el manejo, aprovechamiento o inversión de recursos captados del público. Así mismo, sobre las entidades cooperativas y las sociedades mercantiles.
25. Organizar el Crédito Público; reconocer la deuda nacional y arreglar su servicio; modificar los aranceles, tarifas y demás disposiciones concernientes al régimen de aduanas; regular el comercio exterior; y ejercer la intervención en las actividades financiera, bursátil, aseguradora y cualquier otra relacionada con el manejo, aprovechamiento e inversión de recuerdos provenientes del ahorro de terceros de acuerdo con la ley.

## Cese o incapacidad
La presidencia puede quedar vacante por varias circunstancias. Absolutas: muerte, dimisión, destitución, incapacidad física permanente o abandono del cargo, estas dos últimas decretadas por el Senado. Temporales: licencia y enfermedad. En estos dos últimos casos, el Senado de la República es el encargado de conceder licencia al presidente para separarse temporalmente del cargo. Por enfermedad, el presidente puede dejar de ejercer sus funciones y lo deberá comunicar al Senado. Si este no se encuentra reunido, a la Corte Suprema de Justicia. Ernesto Samper cedió el poder temporalmente entre el 12 y el 24 de enero de 1998 al vicepresidente Carlos Lemos Simmonds para viajar a Canadá a someterse a un tratamiento médico. Cuando asume el vicepresidente, tiene la misma preeminencia, poderes y deberes que el presidente.
En caso de viajes breves del presidente al exterior, ejerce el ministro Delegatario en Funciones Presidenciales, quien deberá pertenecer al mismo partido o movimiento político del presidente. 
En cuanto a la destitución, el Artículo 178 de la Constitución contempla que la Cámara de Representantes tiene la facultad de acusar ante el Senado a altos funcionarios, incluido el presidente. Tras este proceso, el artículo 174 de la Constitución otorga al Senado el poder de destituir de su puesto a los acusados. El Artículo 175 le da al Senado los siguientes parámetros para el juicio:
- El acusado queda de hecho suspendido de su empleo, siempre que una acusación sea públicamente admitida.
- Si la acusación se refiere a delitos cometidos en ejercicio de funciones o a indignidad por mala conducta, el Senado no podrá imponer otra pena que la de destitución del empleo o la privación temporal o pérdida absoluta de los derechos políticos. Pero al investigado se le seguirá juicio criminal ante la Corte Suprema de Justicia, si los hechos lo constituyen responsable de infracción que merezca otra pena.
- Si la acusación se refiere a delitos comunes, el Senado se limitará a declarar si hay o no lugar a seguimiento de causa y, en caso afirmativo, pondrá al acusado a disposición de la Corte Suprema.
- El Senado podrá comisionar la instrucción de los procesos a un grupo interno de senadores designados para tal fin, reservándose el juicio y la sentencia definitiva, que será pronunciada en sesión pública y ratificada por al menos los dos tercios de los votos de los senadores presentes.

Solo al presidente Ernesto Samper se le ha abierto investigación en el ejercicio del cargo por sus nexos con el narcotráfico. Sin embargo, no superó la instancia de la Cámara de Representantes que votó 111 a favor y 43 en contra para que se archivaran los cargos.
La Constitución específica que el vicepresidente deberá asumir las funciones del presidente en caso de producirse la vacante en el cargo por muerte, renuncia, inhabilitación o destitución. El Artículo 203 señala que si no hay un vicepresidente habilitado para jurar el cargo, deberá ejercer la presidencia un ministro del gabinete que pertenezca al mismo partido o movimiento del presidente y vicepresidente ausentes, siguiendo el orden jerárquico establecido por la Ley 1444 de 2011, que es el siguiente:
1. Ministerio del Interior
2. Ministerio de Relaciones Exteriores
3. Ministerio de Hacienda y Crédito Público
4. Ministerio de Justicia y Del Derecho
5. Ministerio de Defensa Nacional
6. Ministerio de Agricultura y Desarrollo Rural
7. Ministerio de Salud y Protección Social
8. Ministerio de Trabajo
9. Ministerio de Minas y Energía
10. Ministerio de Comercio, Industria y Turismo
11. Ministerio de Educación Nacional
12. Ministerio de Ambiente y Desarrollo Sostenible
13. Ministerio de Vivienda, Ciudad y Territorio
14. Ministerio de Tecnologías de la Información y las Comunicaciones
15. Ministerio de Transporte
16. Ministerio de las Culturas, las Artes y los Saberes
17. Ministerio de Ciencia, Tecnología e Innovación
18. Ministerio del Deporte
19. Ministerio de Igualdad y Equidad

Cabe resaltar que los ministerios de Ciencia, Deporte e Igualdad fueron creados posterior a la promulgación de dicha ley.
El Congreso, por derecho propio, dentro de los treinta días siguientes a la fecha en que se produzca la vacancia presidencial, deberá elegir a un nuevo vicepresidente, quien tomará posesión de la Jefatura del Estado hasta completar el período que ha quedado inconcluso.

## Salario y complementos
El salario presidencial es de 452 millones de pesos anuales, es decir 37.9 millones de pesos mensuales. Una vez terminen su mandato los presidentes salientes empiezan a recibir una pensión vitalicia. Además pasan a formar parte de la Comisión Asesora de Relaciones, cuerpo que asesora al presidente de turno en asuntos relacionados con políticas internacionales.

### Bandera presidencial
Es utilizada por el Presidente de Colombia, quien, como comandante en jefe de las Fuerzas Armadas del país, habría de ser el único civil que en tiempos de paz señalase en su enseña el escudo nacional. Se encuentra reglamentada por el Decreto 1967 de 1991.
El pabellón presidencial consiste en la misma bandera nacional, con sus mismas proporciones y esmaltes, conteniendo en su centro el escudo de la República.

### Residencia oficial
Actualmente la residencia oficial del mandatario colombiano es la Casa de Nariño. Mientras permanezca en el cargo el presidente tiene derecho al uso de sus instalaciones y personal, incluida asistencia médica, recreo, servicios domésticos y servicio de seguridad. El primer palacio presidencial en donde despachó Simón Bolívar tras la independencia de Colombia fue el antiguo Palacio de los Virreyes, que se encontraba en el costado occidental de la Plaza Mayor de Bogotá (en donde actualmente se encuentra el Palacio Liévano). El terremoto de 1827 dejó parcialmente destruida la propiedad, por lo cual el despacho presidencial y la residencia oficial se trasladaron al Palacio de San Carlos. En 1885, el presidente Rafael Núñez ordenó comprar la casa en donde nació Antonio Nariño para destinarla a residencia oficial. En 1906, el arquitecto Gastón Lelarge transformó la propiedad en el Palacio de la Carrera y en 1979 el arquitecto Fernando Alsina remodeló el edificio a la actual Casa de Nariño y diseñó la Plaza de Armas que lo dejó directamente conectado con el Capitolio Nacional.

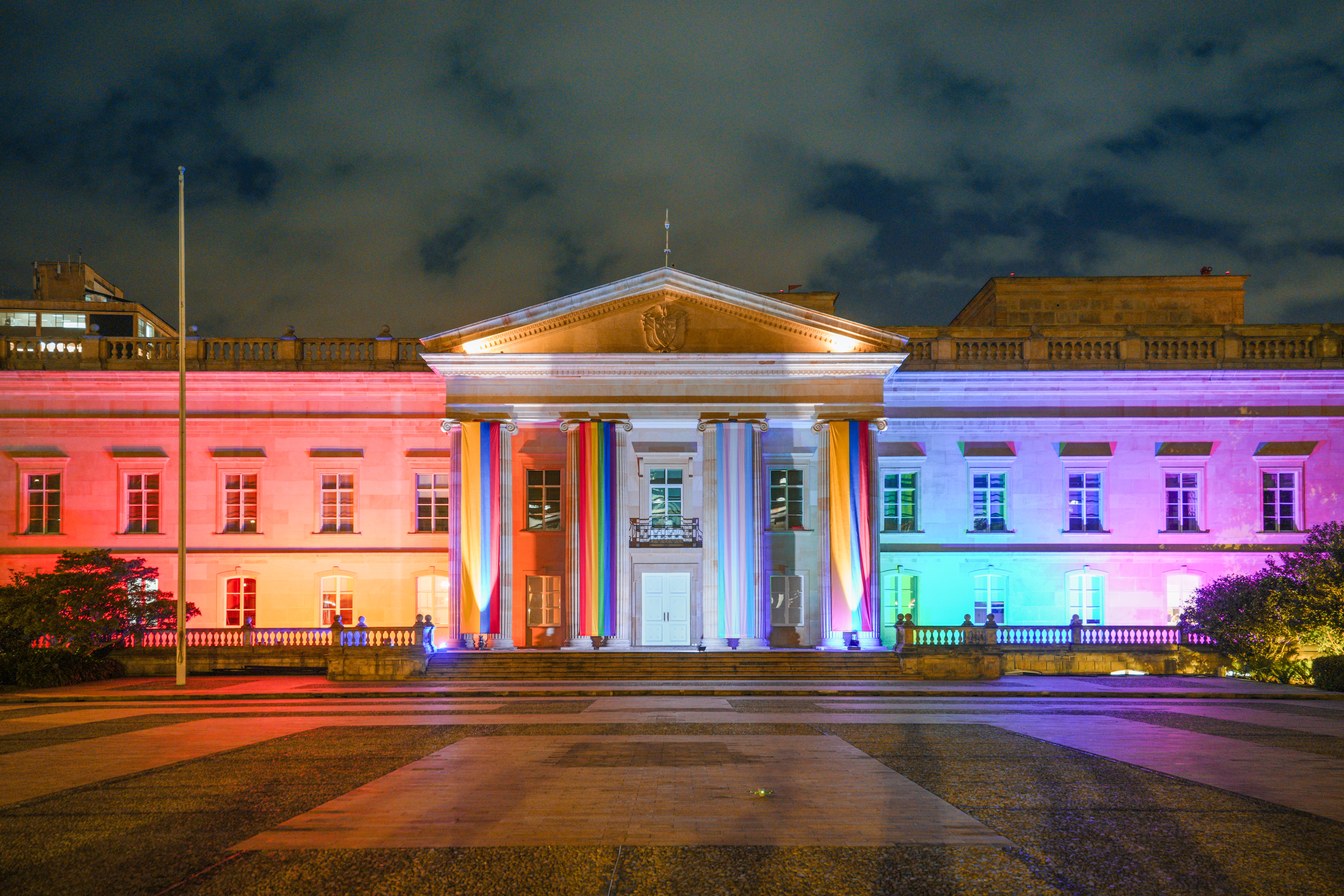
Casa de Nariño.

La Casa de Huéspedes Ilustres en la ciudad de Cartagena de Indias es la casa donde el presidente colombiano recibe a los invitados internacionales. Así mismo, el presidente cuenta con la hacienda campestre Hato Grande, ubicada en Sopó, Cundinamarca como lugar de descanso, la cual perteneció al general Francisco de Paula Santander y posteriormente fue adquirida por el empresario Pepe Sierra, cuya familia la donó al gobierno nacional.
La Dirección Nacional de Inteligencia (DNI), la Policía Nacional y las Fuerzas Militares son las encargadas de la seguridad del presidente y su familia, el Batallón Guardia Presidencial presta su vigilancia en la Casa de Nariño.
Cuando realiza viajes dentro de Colombia o al exterior, el presidente de la república utiliza el avión presidencial identificado con la matrícula FAC 0001, (un Boeing 737 de la clase Business Jet BBJ). El presidente también utiliza dos helicópteros en configuración VIP, un Bell 412 con la matrícula FAC 0004 y un UH-60 Black Hawk con la matrícula FAC 0007.

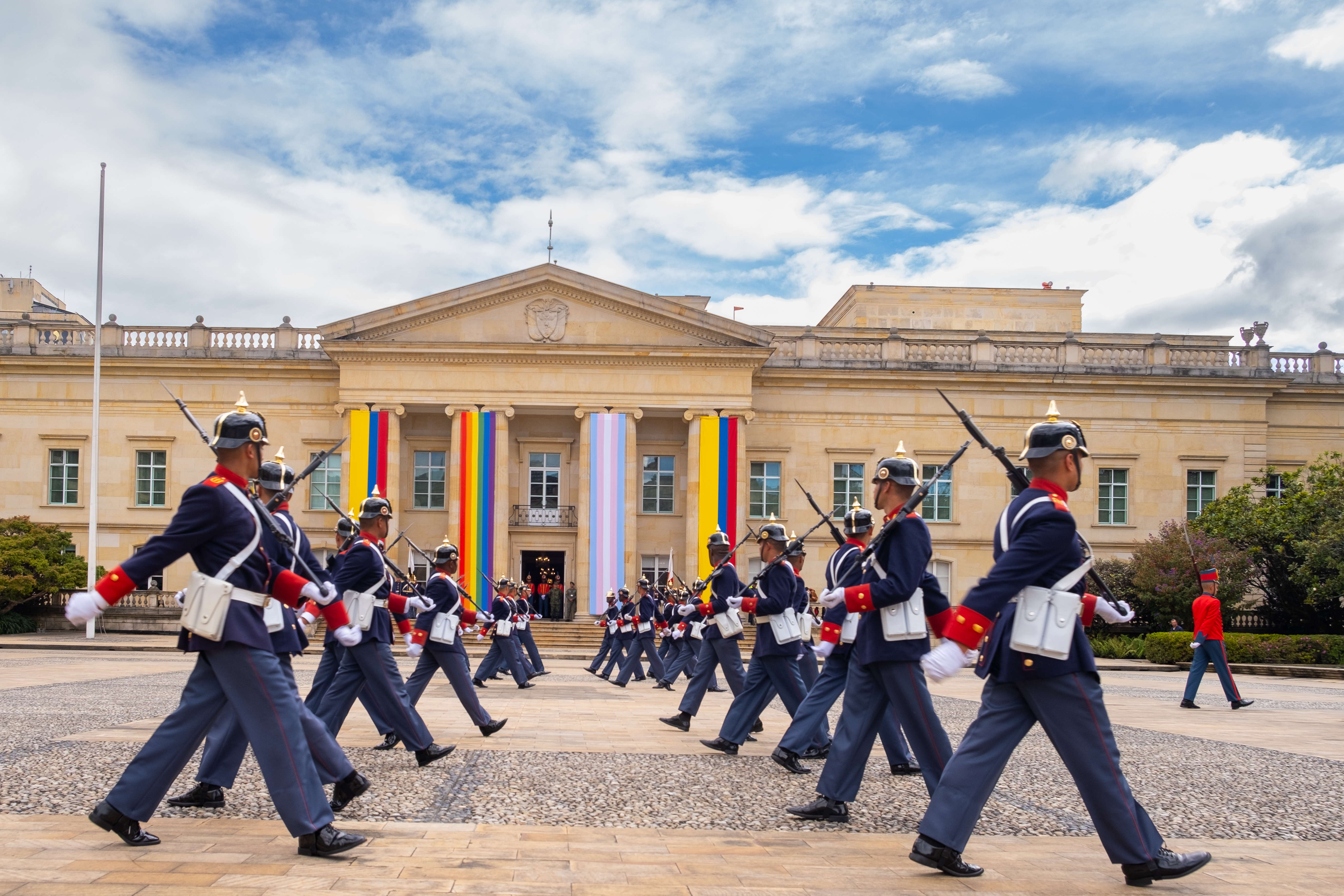
Batallón Guardia Presidencial.
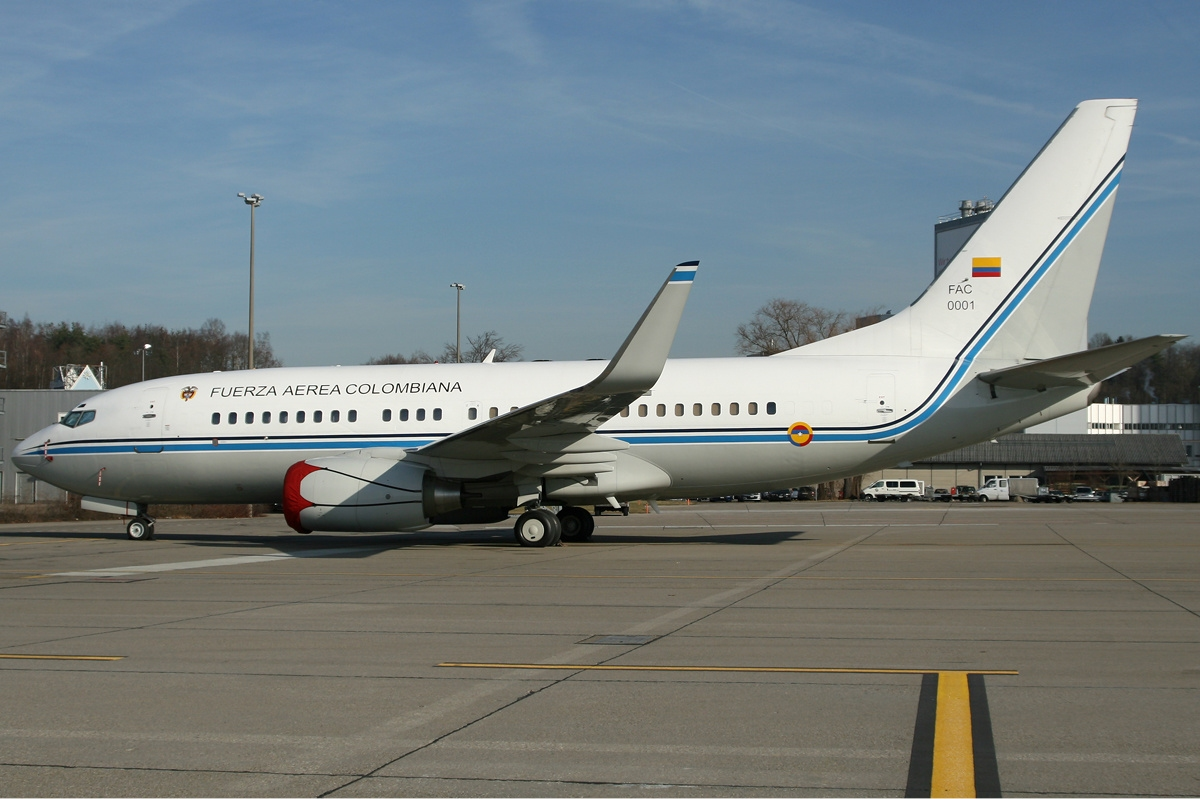
FAC 0001 avión presidencial de Colombia.

## Postpresidencia
Algunos presidentes han tenido otros cargos importantes después de dejar la presidencia. Alberto Lleras Camargo fue el primer secretario de la OEA entre 1948 y 1954, César Gaviria fue el séptimo secretario de esta organización de 1994 a 2004, y Ernesto Samper fue secretario general de la UNASUR entre 2014 y 2017. Otros presidentes han servido de embajadores en algunos países es el caso de Enrique Olaya, Guillermo León Valencia, Julio César Turbay y Andrés Pastrana, entre otros. Así como también algunos vuelven a postular su nombre en elecciones populares, como Álvaro Uribe que, siendo expresidente, se postuló y fue electo como senador de la República, con voto popular, pero renunció el 19 de agosto de 2020 luego de ser privado de su libertad por orden de la Corte suprema de Justicia. Una vez concluyen su mandato, los expresidentes pasan a ser miembros beneméritos de la Orden de Boyacá. El expresidente más reciente en fallecer fue Belisario Betancur, el 7 de diciembre de 2018.

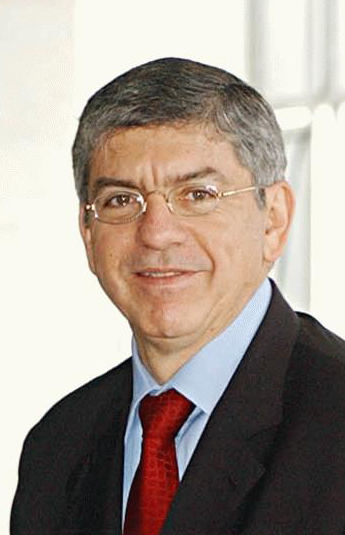
César Gaviria Trujillo 36.º (1990-1994)
78 años
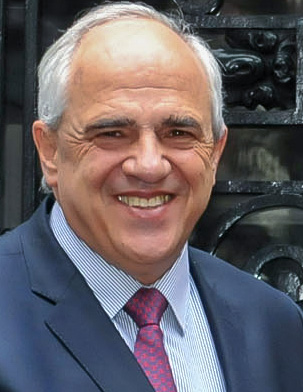
Ernesto Samper Pizano 37.º (1994-1998) 75 años
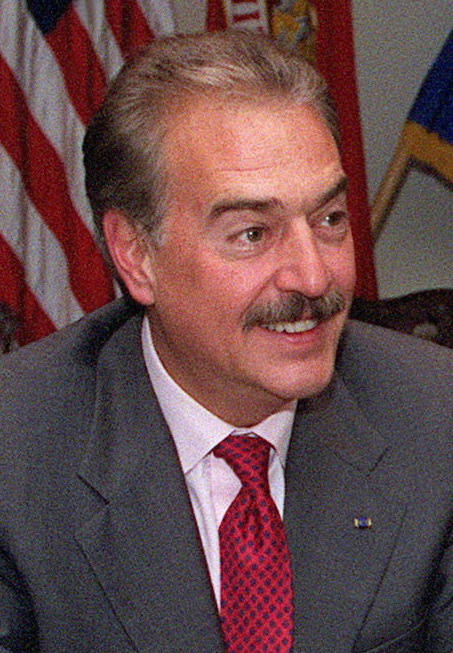
Andrés Pastrana Arango 38.º (1998-2002) 71 años
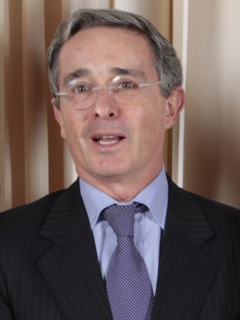
Álvaro Uribe Vélez 39.º (2002-2010)
73 años
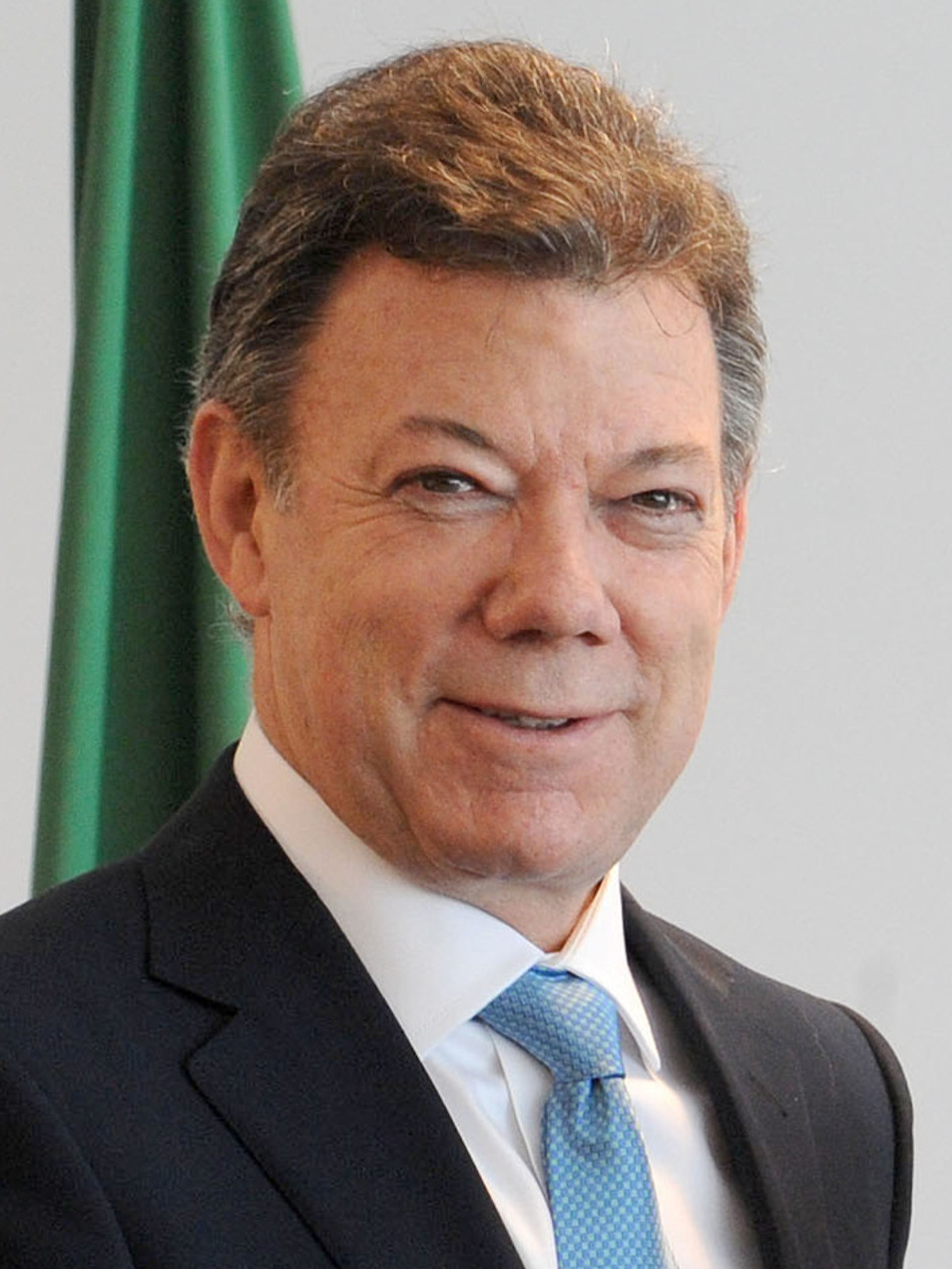
Juan Manuel Santos 40.º (2010-2018)
74 años
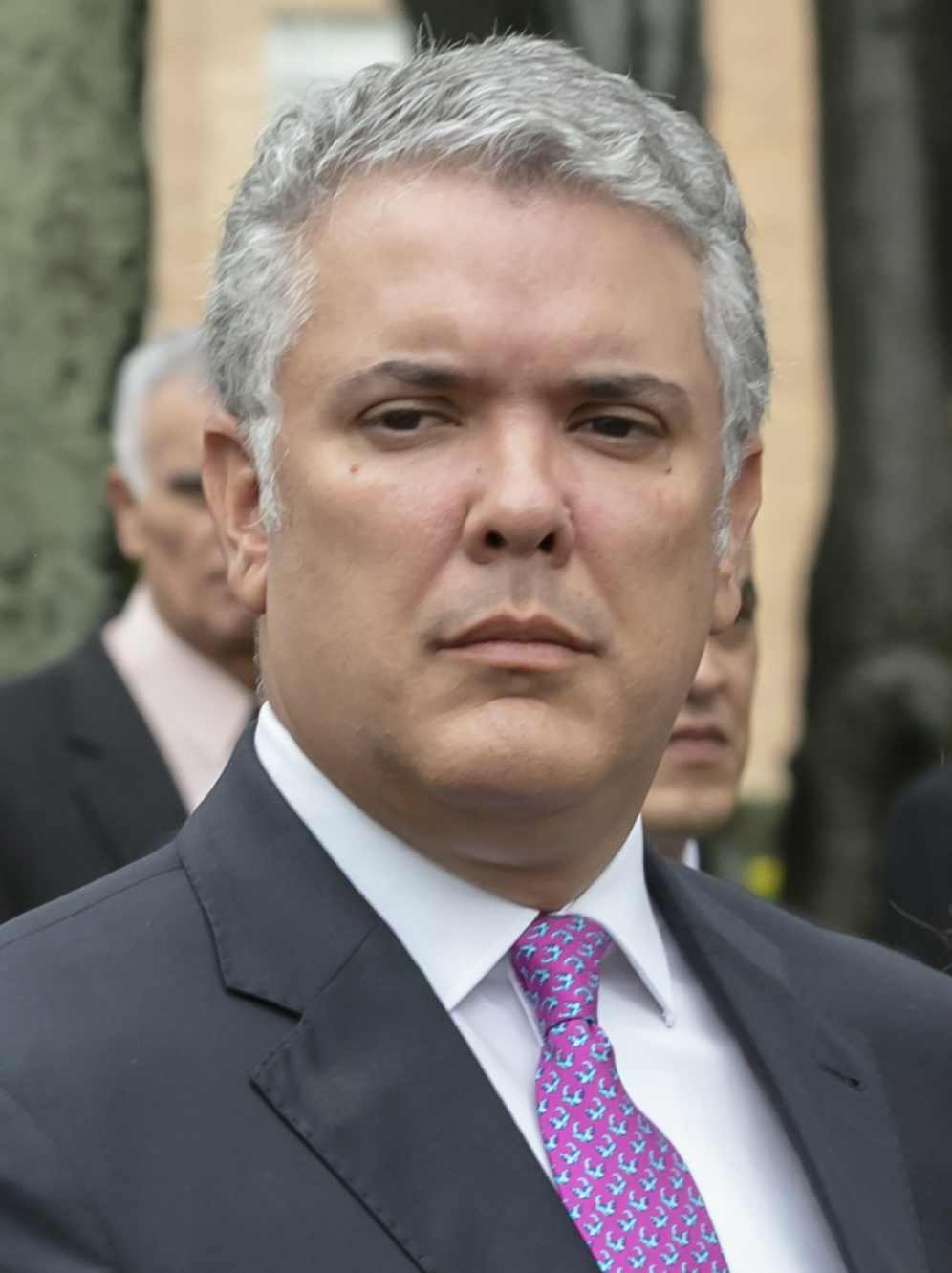
Iván Duque Márquez 41.º (2018-2022)
49 años

### Sin afiliación política
- De los 61 presidentes electos de Colombia, desde 1819 con Simón Bolívar hasta 2022 con Gustavo Petro, solamente 5 fueron independientes, sin apoyos de partidos políticos formales; estos 5 mandatarios eran Simón Bolívar, Joaquín Mosquera, Francisco de Paula Santander, José Ignacio de Márquez y Pedro Alcántara Herrán.

### Combate armado
- 10 presidentes entraron en combate armado: Simón Bolívar, Francisco de Paula Santander, Domingo Caycedo, Rafael Urdaneta, Tomás Cipriano de Mosquera, José María Obando, Julián Trujillo Largacha, Rafael Reyes Prieto, Jorge Holguín y Gabriel París Gordillo

### Lugar de nacimiento
- De acuerdo con las fronteras establecidas tras la constitución de 1991, y teniendo en cuenta a aquellos que ejercieron en funciones la presidencia tras 1819, Bogotá ocupa el primer lugar en ostentar la presidencia de la República con 19 presidentes,[n. 1] seguidos por los originarios de los actuales Cauca[n. 2] (8), Boyacá[n. 3] (7), Antioquia[n. 4] y Tolima[n. 5] (6), Cundinamarca[n. 6] (5),  Valle del Cauca[n. 7] (4), Norte de Santander[n. 8] (3), Bolívar[n. 9] y Huila[n. 10] (2), y Atlántico,[n. 11] Casanare,[n. 12] Chocó,[n. 13] Córdoba,[n. 14] Magdalena,[n. 15] Risaralda,[n. 16] y Santander[n. 17] (1); asimismo, hubo tres nacidos en Panamá[n. 18] y dos nacidos en Venezuela[n. 19].

### Formación profesional y militar
De los Presidentes de Colombia, 46 poseen una formación universitaria completa, 13 poseen una formación militar, 7 se pueden considerar como autodidactas en leyes, literatura, comercio y humanidades, 2 poseen una formación universitaria incompleta y 1 fue seminarista.
- De los presidentes con formación universitaria completa, la profesión más común es la relacionada con el Derecho y la Ciencia Política (37), seguidos por Ingeniería (6) [49] y Ciencias Económicas (3). También hubo presidentes con profesiones en Medicina (1), Licenciatura (1) y Teología (1).

- 17 presidentes que poseían formación universitaria completa o eran autodidactas, también tuvieron una formación militar y participaron en diversos conflictos y guerras dentro y fuera del país. El último presidente que estuvo en alguna de las fuerzas armadas fue Juan Manuel Santos (2010-2018), que prestó su servicio militar en la Escuela Naval de Cadetes Almirante Padilla entre 1967 y 1969.[50]
- De los 2 presidentes con formación universitaria incompleta, las profesiones referidas son el Derecho (Alberto Lleras Camargo) y Economía (Alfonso López Pumarejo).
- Si se contabiliza desde la ley electoral vigente (Constitución del 91) con el gobierno de Ernesto Samper, los mandatarios poseen una formación universitaria completa relacionada con el Derecho (4) y la Economía (3).
- Solo un presidente ha sido guerrillero y desmovilizado por acuerdo de paz entre el gobierno colombiano y el Movimiento 19 de abril (M-19): Gustavo Petro.[51]

### Universidades
- Entre los presidentes con título profesional, la Universidad del Rosario es la que más presidentes egresados tiene (9), seguida por la del Cauca (7), Nacional (6), Colegio San Bartolomé (5), Antioquia (4), Javeriana (2); adicionalmente, completan con un único egresado la Católica, Central, Cartagena, los Andes, Republicana hoy Libre, Magdalena, Distrital, Bolivariana, Santo Tomás, Sergio Arboleda y Externado.
- Graduados en el exterior (4): MIT (Barco); Berkeley (Pedro Nel Ospina); Deusto (Roberto Urdaneta Arbeláez); y Kansas (Santos).

Por otra parte, si se contabiliza solamente los electos desde la legislación electoral actual (Constitución del 91), empezando con la presidencia de Ernesto Samper las Universidades correspondientes serían Javeriana, Rosario, Antioquia, Kansas, Sergio Arboleda y Externado.

### Edades
- Presidente con mayor edad: Manuel Antonio Sanclemente, asumió a los 84 y fue derrocado a los 86 años por su vicepresidente.
- Presidente más joven: Eustorgio Salgar, elegido a los 38 años y 5 meses. Francisco de Paula Santander, designado a los 29 años ante la ausencia de Bolívar. Liborio Mejía, presidente neogranadino a los 26 años (1816).
- Longevidad: Gral. Gabriel París Gordillo, muerto a los 98 años (2008).

### Parentescos sanguíneos
A la Presidencia de Colombia han llegado varios clanes familiares:
En Colombia han existido al menos 12 clanes familiares que han dado al país a por lo menos dos expresidentes
1. Casa Vergara: Felipe de Vergara Azcárate y Caycedo (1812) tío del Mártir de la Independencia Luis de Ayala y Vergara (1812), tío de Estanislao Vergara Azcárate y Sanz de Santamaría (1828-1830), tío de Ignacio Gutiérrez Vergara (1861-1862). Domingo Caycedo (1830-1831). Los Vergara Azcárate y Caycedo tienen varias generaciones relacionadas.
2. Casa Ricaurte y Nariñoː Antonio Nariño Álvarez (1813-1815) y su sobrino en segundo grado José Manuel Marroquín (1900-1904). Pariente también de Nariño fue Jorge Tadeo Lozano (1815).
3. Casa Urdanetaː Rafael Urdaneta (1830) y su pariente Roberto Urdaneta Arbeláez (1951-1953).
4. Casa Mosquera: Joaquín Mosquera (1830-1830) y su hermano menor Tomás Cipriano de Mosquera (1845-1849), (1861-1863), (1863-1864) y (1866-1867).
5. Casa Holguín: Manuel María Mallarino (1855-1857) y sus sobrinos Carlos Holguín Mallarino (1888-1892) y Jorge Holguín Mallarino (1909) y (1921-1922). Roberto Urdaneta era yerno de Carlos Holguín Mallarino.
6. Casa Ospina: Mariano Ospina Rodríguez (1858-1861), su hijo Pedro Nel Ospina (1922-1926) y el sobrino de Pedro Nel y nieto de Mariano, Mariano Ospina Pérez (1946-1950).
7. Casa Largachaː Froilán Largacha Hurtado (1863), su sobrino Julián Trujillo Largacha (1878-1880). Un pariente lejano de los Largacha fue el designado Diego Euclides Angulo Lemos (1908).
8. Casa Reyesː Clímaco Calderón Reyes (1888) y su tío Rafael Reyes Prieto (1904-1909).
9. Casa Lleras: Alberto Lleras Camargo (1945-1946) y (1958-1962) y su primo segundo Carlos Lleras Restrepo (1966-1970).
10. Casa López: Alfonso López Pumarejo (1934-1938) y (1942-1945) y su hijo Alfonso López Michelsen (1974-1978).
11. Casa Pastrana: Misael Pastrana (1970-1974) y su hijo Andrés Pastrana (1998-2002). Los Pastrana eran descendientes del Vizconde de Pastrana Jorge Tadeo Lozano y de Domingo Caycedo (1830).
12. Casa Santos: Eduardo Santos Montejo (1938-1942) y su sobrino nieto Juan Manuel Santos (2010-2018). Igualmente Clímaco Calderón era pariente de Juan Manuel Santos por parte materna.

### Líneas de afinidad
- Los generales Rafael Urdaneta y José María Melo (1854) eran concuñados al estar casados con las hermanas Teresa y Dolores Vargas París. Así mismo Roberto Urdaneta era descendiente de Rafael Urdaneta.
- Una de las hijas de Jorge Holguín fue Clemencia Holguín, quien se casó con Roberto Urdaneta.
- El Gral. Pedro Alcántara Herrán (1841-1845) era yerno del general Tomás Cipriano de Mosquera.
- Clímaco Calderón (1882) era yerno de Santiago Pérez Manosalva, por su matrimonio con Amelia Pérez Triana. A su vez Manosalva era cuñado de la madre de Alberto Lleras Camargo.
- Rafael Reyes Prieto era cuñado de Diego Euclides Angulo Lemos.
- Miguel Antonio Caro (1892-1898) era cuñado de su sucesor Carlos Holguín Mallarino (1888-1892), quien estaba casado con su hermana Margarita Caro Tobar.
- Carlos Eugenio Restrepo (1910-1914) era pariente lejano de Carlos Lleras Restrepo, por la madre de éste, Amalia Restrepo. A su vez, Salvador Camacho Roldán (1868-1869) estaba casado con Carmen Tamayo Restrepo, miembro de la familia.
- Una prima de los Mosquera era esposa del poeta Julio Arboleda (1857-1859) y (1861). A su vez una de sus sobrina nietas fue Cecilia Arboleda, casada con Jorge Holguín, quien fue presidente.

### Lazos con el clero
Varios presidentes estaban emparentados con los arzobispos de Bogotá, que ostentan la máxima autoridad dentro de la Iglesia Católica en el país. 
- Tomás Cipriano de Mosquera era hermano de Manuel José Mosquera, expulsado del país por el partido liberal, al cual el primero después se unió.
- De Mosquera fue suegro de Pedro Alcántara Herrán quien era a su vez, hermano de Antonio Herrán, arzobispo durante el período del Radicalismo.
- José Vicente Concha fue el padre del Cardenal Luis Concha Córdoba.
- Felipe de Vergara Azcárate y Caycedo era hermano de Francisco Xavier Vergara Azcárate y Caycedo, Mayordomo de la capilla del sagrario, son descendientes del fundador y patrono de esta.

### Candidatos presidenciales y otros lazos
- José María Lombana fue candidato en 1918 por el Partido Liberal, y fue vencido por Marco Fidel Suárez. Su sobrino nieto, Alfonso López Michelsen, hijo de su parienta María Michelsen Lombana, lo logró en 1974.
- José de Obaldía, fue padre de José Domingo de Obaldía, quien llegó a ocupar la presidencia de Panamá.
- El tatarabuelo del expresidente Ernesto Samper fue el candidato Miguel Samper en 1898.
- El padre de la primera dama de Colombia de 1970-1974 (María Cristina Arango) y suegro de Misael Pastrana fue el candidato liberal de 1942, Carlos Arango Vélez.
- Un pariente del expresidente Julio César Turbay, Gabriel Turbay, fue candidato en 1946.
- El hijo del expresidente Laureano Gómez, Álvaro Gómez Hurtado fue candidato a la presidencia en 1974, 1986 y 1990.
- El padre del expresidente Guillermo León Valencia, Guillermo Valencia fue candidato en 1918 y 1930.
- La hija del ex dictador Gustavo Rojas Pinilla, María Eugenia Rojas, fue candidata rival de Gómez Hurtado.
- La sobrina del expresidente Alfonso López Pumarejo y prima de López Michelsen, Clara López fue candidata en 2014.
- El hijo del expresidente Carlos Lleras, Carlos Lleras de la Fuente fue precandidato a la presidencia en 1994 y 1998. El nieto de Carlos Lleras y sobrino de Lleras de la Fuente, Germán Vargas Lleras fue candidato en 2010 y 2018.
- El hijo del expresidente Misael Pastrana, Andrés Pastrana fue candidato a la presidencia en 1994. Fue elegido finalmente en 1998.

### Designados presidenciales
- Joaquín Riascos García (1867), por el golpe de Estado que derrocó a Mosquera.
- Diego Angulo Lemos (1908), por la ausencia física de Rafael Reyes.
- Jorge Holguín Mallarinoː (1909), por la renuncia de Rafael Reyes; (1921-1922), por la renuncia de Marco Fidel Suárez.
- Roberto Urdaneta (1951-1953), por la enfermedad cardiaca de Laureano Gómez.
- José Antonio Montalvo Berbeo (1963), por el viaje de Guillermo León Valencia a Venezuela.
- Rafael Azuero Manchola (1973), por el viaje de Misael Pastrana a Venezuela.
- Indalecio Liévano Aguirre (1975), por el viaje de Alfonso López Michelsen a Estados Unidos.
- Víctor Mosquera Chaux (1981), por la licencia médica de Julio César Turbay en los Estados Unidos.
- Carlos Lemos Simmonds (1998), por la licencia médica de Ernesto Samper.

### Misceláneo
- Domingo Caycedo ha sido el hombre con más veces en el cargo, en total 13 veces ocupó la primera magistraturas.
- Francisco Javier Zaldúa (1882), ha sido el único presidente en morir en el cargo. Rafael Núñez lo hizo en 1892, pero para ése momento estaba retirado y el gobierno lo ostentaba Miguel Antonio Caro.
- Manuel Antonio Sanclemente (1898-1900), ha sido el presidente con más edad en el cargo, tenía 84 años. Por el contrario, el más joven fue el militar Liborio Mejía (1816), que tenía 24 años en ese momento.
- Tomás Cipriano de Mosquera fue presidente 4 períodos, dos de ellos de forma democrática, una por reelección parlamentaria por el cambio de Constitución, y una de facto. También ha sido el único presidente que ha ejercido el cargo al igual que uno de sus hermanos, Joaquín Mosquera.
- En las elecciones de 1974 los tres candidatos eran hijos de expresidentes: María Eugenia Rojas, de Gustavo Rojas Pinilla; Álvaro Gómez Hurtado, de Laureano Gómez; y Alfonso López Michelsen de Alfonso López Pumarejo.

### Otros
- Reelección: Rafael Núñez fue elegido en cuatro ocasiones, Tomás Cipriano de Mosquera lo fue tres veces, más el periodo de 1861 a 1863 en el que gobernó tras un golpe de Estado. Manuel Murillo Toro, Alfonso López Pumarejo, Álvaro Urive y Juan Manuel Santos fueron elegidos en dos ocasiones, mientras que Francisco de Paula Santander y Alberto Lleras Camargo fueron elegidos luego de haber ejercido la Presidencia por renuncia o encargo del titular.
- Fallecimientos: Francisco Javier Zaldúa es el único presidente colombiano fallecido en el ejercicio del cargo, en 1882. El expresidente que más tiempo tuvo de vida pospresidencial en la República de Colombia fue Belisario Betancur, fallecido el 7 de diciembre de 2018; 32 años y 4 meses después de terminar su mandato el 7 de agosto de 1986.